# 李柏拴
李柏拴（1947年2月—），男，汉族，河南林州人，中华人民共和国政治人物，中国共产党党员，河南省第十一届人大常委会副主任，第十二届全国人民代表大会河南地区代表。

## 生平
李柏拴毕业于北京大学无线电电子专业。2008年起担任全国人大代表。2013年，担任全国人大代表。